# Stenaoplus zikae
Stenaoplus zikae är en stekelart som beskrevs av Heinrich 1968. Stenaoplus zikae ingår i släktet Stenaoplus och familjen brokparasitsteklar. Inga underarter finns listade i Catalogue of Life.